# ایستگاه میزونوکوچی
ایستگاه میزونوکوچی (به ژاپنی: 溝の口駅 Mizonokuchi-eki) یک ایستگاه قطار وابسته به خط توکیو دن‌انتوشی و خط توکیو اوئیماچی است که در منطقه تاکاتسو-کو، کاواساکی در استان کاناگاوا قرار دارد.